# Abu Alabás Assabti

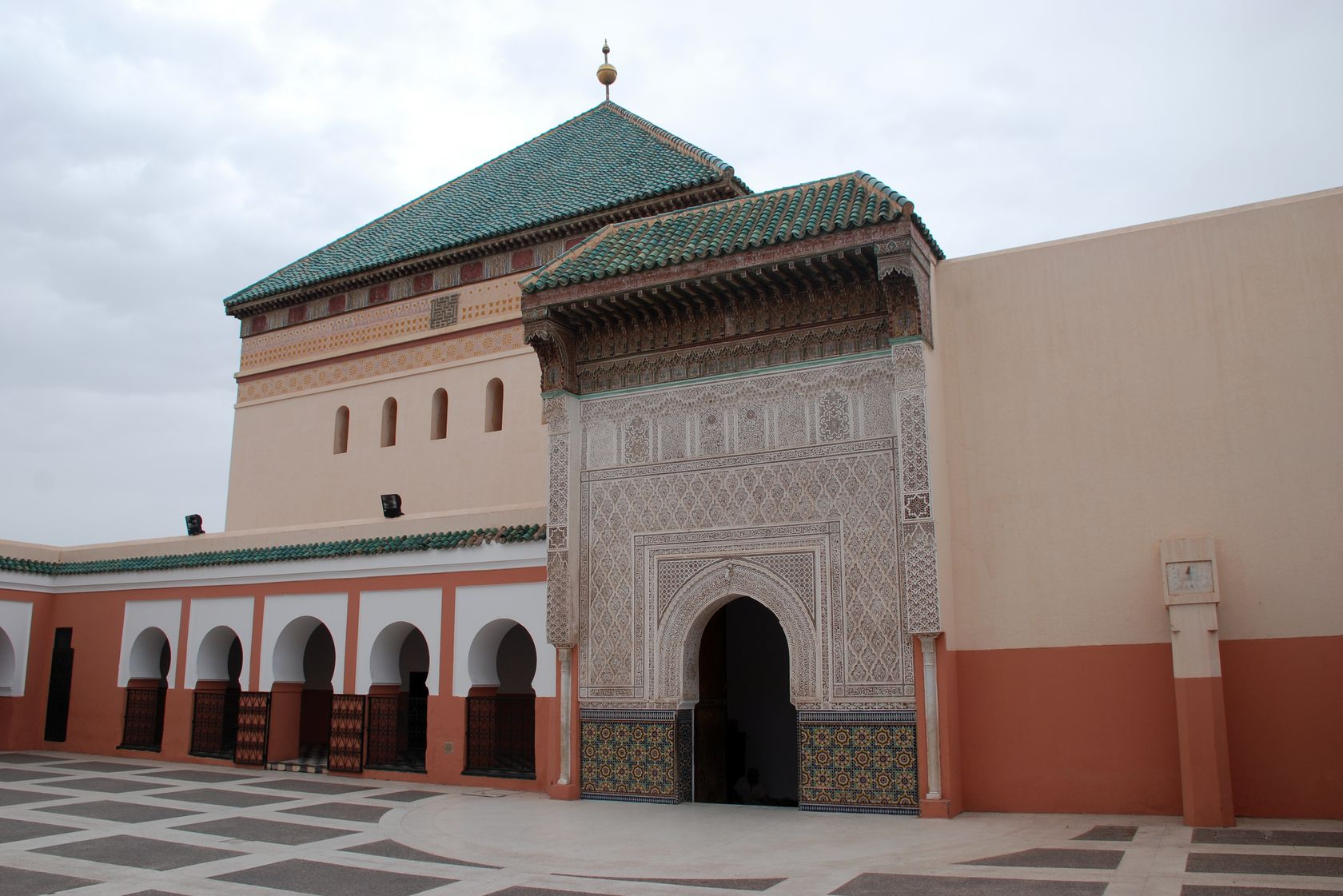
Mausoléu de Sidi Bel Abbas em Marraquexe

Cide Bel Abás (em francês: Sidi Bel Abbès) ou Cide Amade Abu Alabás Alcazeraji Assabti (Ceuta, 1129 – Marraquexe, 1204) foi um místico sufista e um dos Sabatu Rijal (Sete Santos de Marraquexe). A sua comemoração foi iniciada por Iussi sob o impulso do sultão alauita Mulei Ismail (r. 1672–1727).
Órfão de pai, a sua mãe enviou-o confiou-ou a um tecelão de tapetes para que aprendesse o ofício, mas o pequeno fugiu de casa para ir estudar teologia nos madraçais. Ainda adolescente, mudou-se para Marraquexe em 1145-46 durante as últimas semanas do cerco dos almóadas à cidade. Durante alguns anos viveu num caverna da colina de Igiliz, fora da cidade, aonde só descia às sextas-feiras para a oração comunal. O califa Iacube Almançor (r. 1184–1199) foi um discípulo de Alabás; pediu-lhe para viver na cidade e ofereceu-lhe uma casa, uma hospedaria para os seus discípulos e um madraçal para os estudos. O ensino era custeado pelos próprios fundos do califa. Sempre que Almançor visitava Alabás, fazia questão de se comportar humildemente e agir "como um servo".
Para Alabás, todos os atos de misericórdia humana (rahma) evocavam resposta misericordiosa por parte do Deus Todo-Misericordioso (ar-Rahim). Alabás rematava a sua teoria de reciprocidade com a máxima: «O Ser [Divino] é efetivado por generosidade» (al-wujud yanfa ilu bi'l-jud). O filósofo andalusino Averróis visitou Alabás diversas vezes em Marraquexe.
Quando Alabás morreu em 1204, foi sepultado no cemitério de Sidi Marouk, perto da porta Bab Taghzout. Em 1605, o sultão saadiano Abu Faris erigiu um mausoléu para Alabás, na esperança que a baraca (poder) do santo o ajudasse a melhorar a sua epilepsia. Em 1998, o rei Haçane II ordenou melhoramentos no santuário. Este é também o local da sua zauia.[carece de fontes?]
A hagiografia de Alabás, chamada Acbar Abu Alabás Sabti, da autoria de Abu Iacube Iúçufe ibne Iáia Tadili, foi em parte composta pelo próprio Alabás e contém muitas passagens autobiográficas.[carece de fontes?]